# Kennedy Kimeu Muthoki
Kennedy Kimeu Muthoki (* 20. Dezember 2002) ist ein kenianischer Sprinter, der sich auf den 400-Meter-Lauf spezialisiert hat.

## Sportliche Laufbahn
Erste internationale Erfahrungen sammelte Kennedy Kimeu Muthoki im Jahr 2021, als er bei den U20-Weltmeisterschaften in Nairobi in 46,51 s den achten Platz im 400-Meter-Lauf gewann und mit der kenianischen 4-mal-400-Meter-Staffel in 3:05,94 min die Bronzemedaille gewann. 2023 startete er mit der Staffel bei den Weltmeisterschaften in Budapest und verpasste dort mit 3:01,41 min den Finaleinzug. Im Jahr darauf schied er bei den Afrikaspielen in Accra mit 46,39 s im Halbfinale aus und gewann mit der Mixed-Staffel in 3:19,03 min gemeinsam mit David Sanayek Kapirante, Maureen Nyatichi Thomas und Mary Moraa die Bronzemedaille hinter den Teams aus Nigeria und Botswana. Zudem belegte er mit der Männerstaffel in 3:03,90 min den fünften Platz.

## Persönliche Bestzeiten
- 400 Meter: 45,51 s, 8. Juli 2023 in Nairobi